# ملعب ستيت فارم
ملعب ستيت فارم (بالأنجليزية: State Farm Stadium) افتتح 1 أغسطس 2006، هو ملعب لكرة القدم الأمريكية متعددة الأغراض يقع في غلانديل، بأريزونا، غرب مدينة فينيكس. يعتبر الملعب الرسمي لفريق أريزونا كاردينالز المنافس في دوري كرة القدم الأمريكية ومهرجان فيستا بول السنوي. يقع الملعب بجوار حلبة ديزرت دايموند، الموطن السابق لفريق أريزونا كويوتس لدوري الهوكي الوطني. ويعتبر أول ملعب في الولايات المتحدة يتم تحريك ارضيته ونقلها بالكامل إلى الخارج لتلقي أشعة الشمس حيث أن هناك فتحة على أحد جوانب الملعب تسمح لإرضية الملعب بالانتقال إلى خارج بناية الملعب، مما يسمح للكشف الكمل للملعب على العشب الطبيعي سطح النهار.
استضاف الملعب عدة بطولات من ضمنها: بطولة BCS الوطنية للفيستا بول في عام 2007 و 2011، وبطولة كرة القدم الوطنية للكليات في عام 2016. سوبر بول XLIX في عام 2008، وبرو بول وسوبر بول XLIX في عام 2015. كما استضاف الملعب سوبر بول LVII في عام 2023. وقد كان أحد الملاعب الخاصة بكأس الكونكاكاف الذهبية 2015، وكذلك أول نصف نهائي من كأس الكونكاكاف الذهبية 2019 وكوبا أمريكا المئوية في عام 2016. وبالنسبة لكرة السلة، استضاف الملعب نهائيات الرابطة الوطنية لرياضة الجامعات في عام 2017 والتي من المقرر أن تعود في عام 2024. واستضاف الملعب السوبر بول سنة 2006. وكذلك تستضيف مرة أخرى السوبر بول في عام 2015.

وقد تم افتتاح الملعب في عام 2006 باسم ملعب كاردينالز. وفي شهر سبتمبرمن نفس العام، حصلت جامعة فينيكس على حقوق التسمية، وأعيدت تسميتها استاد جامعة فينيكس، وقد كان في البداية اتفاقية مدتها 20 عامًا. وتم الإعلان عن الاسم الحالي في سبتمبر 2018 ويأتي من شركة التأمين ستيت فارم، التي لديها التزام مدتة 18 عامًا بصفقة حقوق التسمية الخاصة بها.